# 王铸钢
王铸钢（1960年—），新疆鄯善人，上海交通大学医学院教授、博士生导师，在上海多家医学或生物研究机构任职。中华人民共和国教育部第二批“长江学者”特聘教授。承担“973”和“863”计划等多个重点学术科研项目、出版多本学术著作、发表百余篇论文、获得多个专利。

## 生平
- 1983年获新疆医学院医学学士学位；1986年和1991年先后获上海第二医科大学（今上海交通大学医学院）内分泌学专业硕士和内分泌与代谢病专业临床医学博士学位，毕业后在瑞金医院工作；
- 1995年至1999年在美国纪念斯隆-凯特琳癌症中心从事人类急性早幼粒细胞性白血病（APL）的分子生物学发病机制的研究；
- 1999年6月到上海交通大学医学院遗传教研室和生物学教研室工作工作。[2]